# Magical Girl Lyrical Nanoha
Magical Girl Lyrical Nanoha (яп. 魔法少女リリカルなのは, махо: сё:дзё ририкару Наноха) — аниме-сериал режиссёра Акиюки Симбо, который транслировался с октября по декабрь 2004 года и включал 13 эпизодов.
Фактически, «Наноха» является ответвлением от компьютерной игры и OVA Triangle Hearth, однако сериал получил заметно большую известность, чем оригинальное произведение. Помимо первого сериала, Mahō Shōjo Ririkaru Nanoha, было выпущено два продолжения: Mahō Shōjo Ririkaru Nanoha A’s (13 серий, транслировался с октября по декабрь 2005 года), и Mahō Shōjo Ririkaru Nanoha StrikerS (26 серий, с апреля по сентябрь 2007 года) и два аниме-фильма (Mahō Shōjo Ririkaru Nanoha The MOVIE 1st (2010 год) и Mahō Shōjo Ririkaru Nanoha The Movie 2nd A's (2012 год)). Также на основе этого сюжета были выпущены манга, ранобэ и Drama CD.

## Сюжет
Центральной фигурой сериала является простая японская школьница Такамати Наноха (яп. 高町 なのは). В начале сериала ей 9 лет, учится в 3-м классе младшей школы. «Обычная третьеклассница» (яп. 平凡な小学3年生, хэйбонна сё:гаку саннэнсэй), как она сама о себе говорит в начале каждой серии первого сезона. Она считает, что, в отличие от подруг, не обладает никакими выдающимися способностями, и не знает, чем будет заниматься в будущем. Однако, как вскоре выясняется, её способности лежат в иной области — в области магии. Именно это позволило ей услышать призыв о помощи, посланный ей телепатически пришельцем из другого мира, молодым археологом Юно Скраей (Yūno Skraya).
В мире, откуда прибыл Юно Скрая, магия является вполне обычным делом. Не совсем, впрочем, понятно, какой именно процент жителей этих миров являются магами, известно, однако, что для поддержания порядка в этой области существует особая военизированная организация, именуемая «Бюро пространства-времени» (яп. 時空管理局, англ. Time Space Administration Bureau). Нанохе уже в первом сезоне придётся столкнуться с этой организацией, а в третьем сезоне она и сама уже будет её штатным сотрудником. Также известно, что маги этих миров для реализации своих магических способностей используют особые «интеллектуальные устройства» (англ. intelligent device, яп. インテリジェントデバイス интэридзенто дэбайсу). Они обеспечивают магам оружие и боевое облачение, а также предоставляют некоторые дополнительные возможности, например, возможность летать. Внешний вид этих устройств, как в исходном, так и в боевом виде, у каждого устройства разный. Устройства обладают собственным интеллектом и могут общаться со своими владельцами, как правило, на английском языке (впрочем, они понимают, когда владельцы обращаются к ним по-японски).
Юно Скрая (обычно именуемый просто Юно-кун) тоже был магом. Но, по всей видимости, без большого опыта использования магии в бою. Его основным увлечением была археология. Однажды он наткнулся на собрание очень опасных артефактов, именуемых «Jewel seeds» (один из возможных переводов: «драгоценные семена»). Он не смог их удержать, и они разлетелись по вселенной, в частности, добрались до Земли. Эти артефакты имели способность превращаться в опасных монстров. Во время схватки с таким монстром Юно-кун был ранен; тогда-то он и воззвал телепатически о помощи, каковой призыв и услышала Наноха.
Юно-кун передал ей своё интеллектуальное устройство, именуемое «Raising Heart» (яп. レイジングハート рэйдзингу ха:то) и научил её основам обращения с магией. Поначалу предполагалось, что Наноха лишь поможет Юно на тот период, пока он не вылечится от своих ран, но Наноха проявила весьма выдающиеся способности в этой области и решила помогать ему и дальше.
Вскоре, однако, обнаружилось, что Наноха с Юно — не единственные, кого интересуют «семена». За ними охотилась ещё одна волшебница, Фэйто Тестаросса (Fate Testarossa), того же возраста, что и Наноха, но более опытная. Однако, судя по грустному выражению её лица, ей это занятие не доставляло большого удовольствия. Теперь перед Нанохой встала новая задача: не только собрать «семена», но и помочь этой своей новой знакомой…

### Продолжения
Первоначальный сериал имел два продолжения.
В Mahō Shōjo Ririkaru Nanoha A’s Нанохе и Фэйто противостоит, сама того не подозревая, ещё одна японская девочка, Ягами Хаятэ (яп. 八神 はやて). Она стала обладательницей зловещей «Книги тьмы» (яп. 闇の書, ями-но сё), а в придачу к ней — четырёх рыцарей, охраняющих книгу и её владельца. Поскольку Хаятэ, в отличие от прежних владельцев книги, отнеслась к рыцарям по-человечески, они решили ей помочь, даже вне ведома Хаятэ и во вред другим людям…
В Mahō Shōjo Ririkaru Nanoha StrikerS действие происходит спустя 10 лет. Наноха, Фэйто и Хаятэ уже взрослые и работают в Бюро пространства-времени, причём Хаятэ каким-то образом оказалась старше по званию двух своих подруг. Она учредила специальное подразделение, «6-й оперативный отряд» (яп. 機動六課, кидо: рокка) и события разворачиваются вокруг деятельности этого отряда. В этом сериале уже нет единственного главного героя; в одной из серий (в 24-й) Наноха даже отсутствует в титрах. Центральными персонажами, помимо Нанохи, Фэйто и Хаятэ, являются четверо новых сотрудников «шестого отряда»: Субару Накадзима (Subaru Nakajima), Тиана Ланстер (Tiana Lanster), Каро (Caro Ru Lushe) и Эрио (Erio Mondial). Их основными противниками здесь являются боевые киборги.

## Список персонажей
- Наноха Такамати (яп. 高町 なのは Такамати Наноха) — главная героиня. В начале сериала — японская школьница 9 лет, ученица 3 класса младшей школы. Живёт с родителями и со старшими братом и сестрой. У неё есть две подруги — Алиса Баннингс и Цукимура Сидзука. Однако, в отличие от подруг, она не чувствует в себе каких-либо призваний или способностей. Ни о какой магии до встречи с Юно-куном она также не помышляет. Однако, как выясняется, она обладает немалым магическим потенциалом, поэтому, начав с помощи Юно, она продолжает участвовать в этом уже по своему желанию.Левша. По характеру добрая и заботливая; встретив незнакомого противника, сперва старается понять причину его враждебности. Такой подход помог ей приобрести нескольких друзей из числа бывших врагов, среди который Фэйто и Хаятэ. Её «интеллектуальное устройство» — Raising Heart. В исходном состоянии имеет форму шара красного цвета. Говорит по-английски, Наноху называет «My master». В 3м сезоне ей 19 лет и она является инструктором.
- Фэйто (Фейт) Тестаросса (яп. フェイト・テスタロッサ Фейт Тестаросса) — девочка-маг тоже же возраста, что и Наноха. Впервые встречается в 4-й серии, когда она, по приказу матери, Прессии Тестароссы, собирает jewel seeds, тем самым оказываясь противником Нанохи. На самом деле Фэйто — клон, который Прессия создала, чтобы восполнить потерю родной дочери, Алисии. Потерю восполнить не удалось, поэтому Прессия относится к Фэйто крайне жестоко и посылает её на опасные задания. Фэйто страдает от такого обращения, тем не менее, послушно всё выполняет, надеясь тем самым заслужить любовь матери. Её имя, «Фейт», или, как все называют её в сериале, «Фэйто» (от англ. fate, «судьба») является названием проекта по клонированию, первым продуктом которого она была (этот проект ещё «всплывёт» позже, в третьем сезоне). Является одним из центральных персонажей всех трёх сериалов, в последнем носит фамилию приёмной матери — Харлаоун (Fate T. Harlaown). Её интеллектуальное устройство — Бардиш (англ. Bardiche, яп. バルディッシュ, барудиссю). В исходном состоянии имеет вид жёлтого треугольника. Говорит по-английски, Фэйто, невзирая на её пол, называет «сэр».
- Юно Скрая (яп. ユーノ・スクライア Скрая Юно) — маг и археолог. На Землю прибыл, пытаясь собрать jewel seeds, опасные артефакты, из-за неосторожности попавшие на землю. Будучи ранен в битве, отправил телепатический призыв о помощи, в надежде, что кто-нибудь его услышит. Этим «кем-то» оказалась Наноха. Именно Юно познакомил её с основами используемой в его мире магии. Он также передал ей своё «интеллектуальное устройство» — Raising Heart. Нового «устройства» он себе, судя по всему, так и не приобрёл. Впрочем, и без него он обладает определёнными магическими способностями, которые, однако, в бою больше подходили для роли «мага поддержки»: это способности исцеления, телепортации, умение устанавливать силовые барьеры и т. п. Умеет также превращаться в хорька. Именно в таком образе его встретила Наноха, и таким он оставался вплоть до 8 серии, когда, к немалому удивлению Нанохи, снова превратился в человека. Юно участвует во всех трёх сериалах, но в последнем — лишь эпизодически. К тому времени он уже профессор и целиком посвятил себя научной работе.
- Арф (яп. アルフ Арф) — фамилиар Фэйто. Может принимать вид как женщины, так и большой собаки. Любит Фэйто и заботится о ней, хотя и не в силах защитить её от жестокости её матери. Также обладает магией, хотя и не использует никакого «устройства». Очевидно, такая природная магия является особенностью фамилияров. Участвует во всех трёх сериалах, но в последнем — лишь эпизодически.
- Пресия Тестаросса (яп. プレシア・テスタロッサ Пресия Тестаросса) — всё время использовала Фейт как оружие и постоянно избивала её. Хотела вернуть Алисию и поэтому создала её клона. В 3м сезоне оказывается, что её эксперименты продолжили.
- Алисия Тестаросса (яп. アリシア・テスタロッサ Алисия Тестаросса) — настоящая дочь Пресии Тестароссы, находившаяся в коме. В конце 1 сезона исчезает в не реальном мире, падая с обрыва вместе с матерью. Во втором сезоне появляется во сне созданном "Книгой Тьмы", где является старшей сестрой Фейт.
- Кроно Харлаоун (яп. クロノ・ハラオウン Кроно Харлаоун) — капитан корабля, маг. Сын Линди и позже сводный брат Фейт. Очень серьёзно относится к заданиям. Впоследствии заметно, что он по настоящему любит Фейт.
- Линди Харлаоун (яп. リンディ・ハラオウン Линди Харлаоун) —  глава корабля «Бюро пространства-времени». Мать Хроно и Фейт. В 3м сезоне оставляет командование на Кроно.
- Судзука Цукимура (яп. 月村 すずか Цукимура Судзука) — очень добрая девушка с фиолетовыми волосами. Подруга и одноклассница Нанохи, Судзуки и Фейт. Именно она знакомится с Хаятэ в библиотеке, а затем знакомит с ней подруг.
- Алиса Баннингс (яп. アリサ・バニングス Ариса Баннингс) — достаточно смелая девочка со светлыми волосами. Подруга и одноклассница Нанохи, Алисы и Фейт. Помогает Фейт, когда ту окружают одноклассники.
- Тиана Ланстер — одна из главных героинь 3го сезона. Ученица Нанохи. Её устроиство — пистолеты. Часто ругается с Субару.
- Накадзима Субару — главная героиня 3-го сезона. Ученица Нанохи. У неё 2 устроиства: ролики и железный кулак.
- Эрио Мондиал  — один из главных героев 3-го сезона. Ученик Фейт. Влюблён в Каро.
- Каро Ру Луше — одна из главных героинь 3-го сезона. Ученица Фейт.
- Вивио Такамати — девочка которую находят Наноха и Фейт в 3-м сезоне. Начинает звать Наноху мамой. На самом деле является таким же проектом как и Фейт.
- Хаятэ Ягами — третья главная героиня, хранительница «Книги Тьмы». Её ноги не работали из-за непонятной болезни и со временем она начала прогрессировать. Как владелец книги, Хаятэ приказывает рыцарям забыть о сборе энергии и стать её семьей. Из-за иллюзии Лото и Арии думает, что Фейт и Наноха убили рыцарей. Не выдерживает предательства подруг и активирует «Книгу Тьмы». В отличие от прежних владельцев, Хаятэ удаётся взять книгу под свой контроль и она дает ей новое имя — «Рэинфорс». В 3-м сезоне восстанавливает способность ходить.
- Сигнум — глава белканских рыцарей, призванная «Книгой Тьмы». Её магическое устройство, Левантин, имеет форму меча. В борьбе полагается на броню. Являлась основным противником Фейт. Не любит нечестные схватки. Если бы не борьба за «Книгу Тьмы», то она хотела бы быть другом Фейт. В 3-м сезоне становится близкой подругой Фейт.
- Вита — белканский рыцарь , призванная «Книгой Тьмы». Вспыльчивая девушка, возраста Нанохи и Фейт. Её магическое устройство Граф Айзен, собрано в виде молота, меняющего свою форму. Её основным противником являлась Наноха. Очень дорожит кроликом, подаренным Хаятэ. Очень любит Хаятэ и очень привязана к Нанохе.
- Зафир — фамильяр, призванный «Книгой Тьмы». Являлся основным противником Арф. Позже она учит её превращению в небольшую собаку.
- Самал — белканский рыцарь, призванная «Книгой Тьмы». В схватках не участвовала, а выступала как поддержка. Имеет 2 магических кольца. Её специальностью является лечение.

## Музыкальные темы
Основные музыкальные темы в сериале исполняются самими главными героинями. Открывающую песню поёт Нана Мидзуки (исполнительница роли Фэйто), а закрывающую песню — Юкари Тамура (исполнительница роли Нанохи). Несмотря на английские названия песен, поются они на японском языке.
Открывающая композиция
Innocent starter
- Слова и исполнение: Нана Мидзуки
- Музыка и аранжировка: Цутому Охира

Закрывающая композиция
Little Wish ~lyrical step~
- Слова: Карэн Сиина
- Музыка и аранжировка: Масатому Ота
- Поёт: Юкари Тамура

## Список и названия серий
Сериал состоит из 13 серий обычной длительности (ок. 24 минут). Характерной особенностью данного сериала является то, что в начале каждой серии бывает краткое вступление, произносимое от лица Нанохи. Оно начинается (кроме первой серии) словами, которые можно перевести как «Я, Такамати Наноха, должна была бы быть обычной третьеклассницей, но…», затем идёт некоторое размышление, основанное на содержании предыдущей серии, и заканчивается вступление фразой: «魔法少女リリカルなのは始まります» (махо: сё:дзё ририкару Наноха хадзимаримас"), т. е. «Магическая девочка „lyrical“ Наноха [сейчас] начинается». Эта последняя фраза сохранилась и в двух последующих сезонах, с естественной поправкой на название сериала.
Другой особенностью является то, что названия всех серий (за исключением последней) заканчиваются частицами «なの» (на но), которые, в зависимости от контекста, могут обозначать как усиление утверждения, так и вопрос, а также созвучны имени главной героини.
| Серия | Японское название                      | Русское название                                   |
| ----- | -------------------------------------- | -------------------------------------------------- |
| 01    | それは不思議な出会いなの?              | Это — чудесная встреча?                            |
| 02    | 魔法の呪文はリリカルなの?              | Магическое заклинание — «lyrical»?                 |
| 03    | 街は危険がいっぱいなの？               | Город в большой опасности?                         |
| 04    | ライバル！？もうひとりの魔法少女なの！ | Противник!? Ещё одна магическая девочка!           |
| 05    | ここは湯のまち、海鳴温泉なの！         | Это город горячей воды, горячие источники Уминари! |
| 06    | わかりあえない気持ちなの？             | Взаимно непонятые чувства?                         |
| 07    | 三人目の魔法使いなの！？               | Третий маг!?                                       |
| 08    | それは大いなる危機なの？               | Это серьёзный кризис?                              |
| 09    | 決戦は海の上でなの                     | Решающая битва над морем                           |
| 10    | それぞれの胸の誓いなの                 | Сердечные обещания каждого                         |
| 11    | 思い出は時の彼方なの                   | Воспоминания по другую сторону времени             |
| 12    | 宿命が閉じるときなの                   | Когда решается судьба                              |
| 13    | なまえをよんで                         | Назови меня по имени                               |

## Название
Относительно названия необходимо заметить, что слово «lyrical» в названии (яп. リリカル, ририкару) является частью магического заклинания («Lyrical Magical»), которое Наноха придумала для себя в самых первых сериях, когда только училась обращаться с новообретённой магией (позже, правда, обнаружилась, что она в большинстве случаев вполне может обходиться безо всяких заклинаний, но название тем не менее осталось).